# Liste des présidents de la Sardaigne
Cet article contient une liste des dirigeants de la Sardaigne. Ces dirigeants ont successivement porté les titres de gouverneur, haut commissaire, président de la commission régionale et président de la région.

## Liste des gouverneurs
- 1943 - 1944: Giovanni Magli

## Liste des hauts commissaires
- 1944 - 1949: Pietro Pinna Parpaglia

## Liste des présidents de la commission régionale
- 1949 - 1954: Luigi Crespellani (DC)
- 1954 - 1955: Alfredo Corrias (DC)
- 1955 - 1958: Giuseppe Brotzu (DC)
- 1958 - 1966: Efisio Corrias (DC)
- 1966 - 1967: Paolo Dettori (DC)
- 1967 - 1970: Giovanni Del Rio (DC)
- 1970 : Lucio Abis (DC)
- 1970 - 1972: Antonio Giagu De Martini (DC)
- 1972 : Pietro Soddu (DC)
- 1972 : Salvator Angelo Spano (DC)
- 1972 - 1973: Antonio Giagu De Martini (DC)
- 1973 - 1976: Giovanni Del Rio (DC)
- 1976 - 1979: Pietro Soddu (DC)
- 1979 : Mario Puddu (DC)
- 1979 - 1980: Alessandro Ghinami (PSDI)
- 1980 : Pietro Soddu (DC)
- 1980 : Mario Puddu (DC)
- 1980 - 1982: Francesco Rais (PSI)
- 1982 : Mario Melis (PSDA)
- 1982 - 1984: Angelo Rojch (DC)
- 1984 - 1989: Mario Melis (PSDA)
- 1989 - 1991: Mario Floris (DC)
- 1991 - 1994: Antonello Cabras (PSI)
- 1994 - 1999: Federico Palomba (ADP)
- 1999 : Mauro Pili (FI)
- 1999 : Gian Mario Selis (PPI)
- 1999 - 2001: Mario Floris (UDR)
- 2001 - 2003: Mauro Pili (FI)
- 2003 - 2004: Italo Masala (AN)

## Liste des présidents de la région
- 2004 - 2009 : Renato Soru (DS) / (PD)
- 2009 - 2014 : Ugo Cappellacci (PDL) / (FI)
- 2014 - 2019 : Francesco Pigliaru (PD)
- 2019 - 2024 : Christian Solinas (PSd'Az)
- 2024 : Alessandra Todde (Mouvement 5 étoiles )